# Chlorolydella trochanterata
Chlorolydella trochanterata är en tvåvingeart som först beskrevs av Villeneuve 1934.  Chlorolydella trochanterata ingår i släktet Chlorolydella och familjen parasitflugor. Inga underarter finns listade i Catalogue of Life.